# باشعيب (دوعن)
'

تعديل مصدري - تعديل

باشعيب هي إحدى قرى عزلة صيف بمديرية دوعن التابعة لمحافظة حضرموت، بلغ تعداد سكانها 194 نسمة حسب تعداد اليمن لعام 2004.